# Роза Паркс
Роза „Лий“ Луис Маккоули Паркс (на английски: Rosa Parks, 4 февруари 1913 – 24 октомври 2005) е афроамериканска активистка за граждански права на чернокожите американци.
Паркс става известна с отказа си на 1 декември 1955 г. да се подчини на автобусен шофьор и да освободи мястото си на бял мъж. По това време съществува сегрегация и в автобусите на южните щати, белите седели в предната част, а чернокожите – в задната. Роза Паркс седяла в частта за чернокожи, но местата за бели свършили и шофьорът я накарал да стане. Тя отказала. Последвалото ѝ арестуване за гражданско неподчинение води до т.нар. автобусен бойкот в Монтгомъри, призоваващ всички цветнокожи хора в Монтгомъри да не използват автобуси, което става голям проблем за градския транспорт, защото цветнокожите са най-голямата група пътници, от която зависи бюджетът на градския транспорт. В продължение на една година, от 5 декември 1955 г. до 20 декември 1956 г. по-богатите семейства с коли се организират и водят деца на училище, а хора – до работа и обратно, а доброволци охраняват апартамента на Роза денонощно. По това време тя и брат ѝ, с когото живее, са освободени от работа и в продължение на няколко месеца гладуват, докато доброволците не забелязват, след това тя живее от дарения на местното население. След като делото приключва и тя е призната за невинна, автобусният бойкот в Монтгомъри се превръща в едно от най-големите и успешни масови движения против расовата сегрегация, чиято специална организация, която да се грижи за бойкота (Гражданско обединение на Монтгомъри за подобряване на расовите връзки), е ръководена от Мартин Лутър Кинг.
Ролята на Паркс в борбата за равноправие на чернокожите американци ѝ извоюва мястото на най-популярната и известната чернокожа жена в американската история.
Умира на 92 години на 24 октомври 2005 г.
1. ↑  crsreports.congress.gov